# Vanilla calyculata
Vanilla calyculata é uma espécie de orquídea de hábito escandente e crescimento reptante que existe na Colômbia. São plantas clorofiladas de raízes aéreas; sementes crustosas, sem asas; e inflorescências de flores de cores pálidas que nascem em sucessão, de racemos laterais.
Esta espécie pode ser reconhecida entre as Vanilla por apresentar caules comparativamente espessos e carnosos, labelo claramente trilobado com ápice recortado; folhas levemente membranáceas e reticuladas, ovaladas; inflorescências com brácteas pequenas escamiformes; e flores comparativamente menores, porém bem abertas, com segmentos de até cinco centímetros de comprimento; ovário mais ou menos roliço com calículo terminal; e por seu hábito terrestre porém subindo nas árvores apoiada por suas raízes aéreas.